# Chickyaranakeri, Hungund
Chickyaranakeri là một làng thuộc tehsil Hungund, huyện Bagalkot, bang Karnataka, Ấn Độ.